# Белин (Ковельский район)
Бели́н (укр. Білин) — село в Ковельской городской общине Ковельского района Волынской области Украины.
Код КОАТУУ — 0722180801. Население по переписи 2020 года составляет 1351 человек. Почтовый индекс — 45042. Телефонный код — 3352. Занимает площадь 0,486 км². Основан в 1537 году. Начал входить в Ковельский райо с 2001 года